# Peel District School Board
O Peel District School Board (em português: Distrito Público Escolar de Peel) atende cerca de 155.000 crianças do jardim de infância e menores de 12 anos na Municipalidade Regional de Peel em Ontário (Mississauga, Brampton e Caledon).
O conselho emprega mais de 15.000 funcionários em período integral e é o maior empregador na região de Peel.

## Plano estratégico
Tudo o que é feito pelo conselho Peel é impulsionado por seu plano estratégico chamado de Cartão para o Sucesso de Estudantes. Este método de pesquisa baseado em metas ajuda e concentra os recursos onde eles terão o maior impacto para melhorar o desempenho do aluno.

## História
Em 1969, 10 conselhos locais se juntaram, formando o atual concelho. Em 1969, o concelho atendia uma comunidade de quarto milhões de habitantes -20% da população de hoje. O recém-formado Peel County Board teve 50.000 estudantes em 114 escolas e um orçamento operacional de 41 milhões de dólares.
Em 1973, o nome mudou para Peel Board of Education. O nome atual, Peel District School Board, foi aprovado em 1998.

## Logotipo
O Peel District School Board anunciou seu logótipo atual em setembro de 2005. Em novembro de 2003, o conselho aprovou a criação da Imagem- o primeiro logotipo novo desde 1969. A comissão trabalhou com a empresa de design Hambly Inc. Woolley , seleccionada através de um processo competitivo. O projeto foi baseado no feedback de mais de 500 pessoas, incluindo funcionários, alunos, pais, representantes da comunidades, os sindicatos e federações.

## Equidade

### We Welcome the World Centres
Em 2009, o conselho abriu o programa We Welcome the World Centres, localizado em Brampton, Malton e Mississauga. Os centros ajudam as famílias recém-chegadas com crianças em idade escolar.

## Ranking
O ranking de aprendizagem dos estudantes das escolas secundárias do grupo são:
| Nome                                     | Localização | Inscrição | 1-ano, máximo de 727 | 5-anos, máximo de 693 |
| ---------------------------------------- | ----------- | --------- | -------------------- | --------------------- |
| Humberview Secondary School              | Caledon     | 1207      | 279                  | 281                   |
| Mayfield Secondary School                | Caledon     | 1977      | 49                   | 30                    |
| Bramalea Secondary School                | Brampton    | 1802      | 530                  | 559                   |
| Brampton Centennial Secondary School     | Brampton    | 1775      | 371                  | 397                   |
| Central Peel Secondary School            | Brampton    | 1256      | 595                  | 559                   |
| Chinguacousy Secondary School            | Brampton    | 1494      | 623                  | 570                   |
| David Suzuki Secondary School            | Brampton    | n/a       | n/a                  | n/a                   |
| Fletcher's Meadow Secondary School       | Brampton    | 2134      | 478                  | 546                   |
| Harold M. Brathwaite Secondary School    | Brampton    | 1490      | 513                  | 546                   |
| Heart Lake Secondary School              | Brampton    | 1625      | 557                  | 463                   |
| Judith Nyman Secondary School            | Brampton    | 730       | 717                  | 691                   |
| Louise Arbour Secondary School           | Brampton    | n/a       | n/a                  | n/a                   |
| North Park Secondary School              | Brampton    | 1313      | 253                  | 343                   |
| Sandalwood Heights Secondary School      | Brampton    | 1979      | 464                  | n/a                   |
| Turner Fenton Secondary School           | Brampton    | 2247      | 294                  | 379                   |
| Applewood Heights Secondary School       | Mississauga | 1058      | 392                  | 379                   |
| Cawthra Park Secondary School            | Mississauga | 1353      | 63                   | 51                    |
| Clarkson Secondary School                | Mississauga | 902       | 371                  | 418                   |
| Erindale Secondary School                | Mississauga | 1370      | 309                  | 223                   |
| Glenforest Secondary School              | Mississauga | 1395      | 105                  | 39                    |
| Gordon Graydon Memorial Secondary School | Mississauga | 1160      | 49                   | 105                   |
| John Fraser Secondary School             | Mississauga | 1302      | 49                   | 22                    |
| Lincoln M. Alexander Secondary School    | Mississauga | 1553      | 655                  | 606                   |
| Lorne Park Secondary School              | Mississauga | 1362      | 161                  | 30                    |
| Meadowvale Secondary School              | Mississauga | 1619      | 294                  | 281                   |
| Mississauga Secondary School             | Mississauga | 1337      | 464                  | 301                   |
| Port Credit Secondary School             | Mississauga | 1193      | 79                   | 130                   |
| Rick Hansen Secondary School             | Mississauga | 1990      | 145                  | 148                   |
| Stephen Lewis Secondary School           | Mississauga | 1170      | 197                  | n/a                   |
| Streetsville Secondary School            | Mississauga | 1081      | 92                   | 194                   |
| Thomas L. Kennedy Secondary School       | Mississauga | 889       | 618                  | 596                   |
| West Credit Secondary School             | Mississauga | 512       | n/a                  | n/a                   |
| The Woodlands School                     | Mississauga | 1342      | 197                  | 105                   |

## Organização do sistema de ensino no Conselho
O conselho organiza suas escolas em "famílias da escola", que essencialmente designam as respectivas escolas de origem em cada uma das escolas secundárias dentro do PDSB.
| Escola família | Escola secundária (9-12)    | Colégio público do ensino médio | Escola pública Júnior                                         | Escola primária (K-8) |
| -------------- | --------------------------- | ------------------------------- | ------------------------------------------------------------- | --- |
| Humberview     | Humberview Secondary School | Allan Drive Middle School       | - Ellwood Memorial Public School - James Bolton Public School | - Caledon East Public School - Macville Public School - Palgrave Public School                                                               |
| Mayfield       | Mayfield Secondary School   |                                 | - Alton Public School - Belfountain Public School             | - Alloa Public School - Caledon Central Public School - Credit View Public School - Herb Campbell Public School - James Grieve Public School |

| Escola família        | Escola secundária (9-12)                                      | Colégio público do ensino médio                                                                                           | Escola pública Júnior | Escola primária (K-8)                                      |
| --------------------- | ------------------------------------------------------------- | --- | --- | ---------------------------------------------------------- |
| Bramalea              | Bramalea Secondary School                                     | - Balmoral Drive Senior Public School - Earnscliffe Senior Public School                                                  | - Aloma Crescent Public School - Birchbank Public School - Clark Boulevard Public School - Dorset Drive Public School - Eastbourne Drive Public School - Fallingdale Public School - Folkstone Public School |                                                            |
| Brampton Centennial   | Brampton Centennial Secondary School                          | - Centennial Senior Public School - Sir William Gage Middle School                                                        | - Copeland Public School - McHugh Public School - Morton Way Public School - Queen Street Public School - Ridgeview Public School                                                                            | - Huttonville Public School - Roberta Bondar Public School |
| Central Peel          | Central Peel Secondary School                                 | - Gordon Graydon Senior Public School - Allan A. Martin Senior Public School - Sir John A. Macdonald Senior Public School | - Agnes Taylor Public School - Arnott Charlton Public School - Harold F. Loughlin Public School - Kingswood Drive Public School - Madoc Drive Public School                                                  | Sir Winston Churchill Public School                        |
| Chinguacousy          | Chinguacousy Secondary School                                 | - Calderstone Middle School - Greenbriar Senior Public School                                                             | - Claireville Public School - Goldcrest Public School - Grenoble Public School - Jefferson Public School - Red Willow Public School                                                                          |                                                            |
| Chinguacousy/Brameast | Chinguacousy Secondary School                                 | | - Thorndale Public School | - Beryl Ford Public School - Castlemore Public School      |
| David Suzuki          | David Suzuki Secondary School                                 | - Beatty-Fleming Sr. Public School - Royal Orchard Middle School                                                          | - Glendale Public School - Homestead Public School - Northwood Public School |                                                            |
| Fletcher's Meadow     | Fletcher's Meadow Secondary School                            | - Cheyne Middle School - McCrimmon Middle School                                                                          | - Brisdale Public School - Burnt Elm Public School - Edenbrook Hill Public School - Rowntree Public School - Worthington Public School                                                                       |                                                            |
| Harold Brathwaite     | Harold M. Brathwaite Secondary School                         | | - Fernforest Public School - Larkspur Public School | Great Lakes Public School                                  |
| Heart Lake            | Heart Lake Secondary School                                   | Robert H. Lagerquist Senior Public School                                                                                 | - Burnt Elm Public School - Conestoga Public School - Esker Lake Public School - Somerset Drive Public School - Terry Fox Public School - Westervelts Corners Public School                                  |                                                            |
| Louise Arbour         | Louise Arbour Secondary School                                | - Lougheed Middle School - Sunny View Middle School                                                                       | - Hewson Middle School - Carberry Public School - Springdale Middle School - Stanley Mills Public School | Mount Royal Public School                                  |
| North Park            | - North Park Secondary School - Judith Nyman Secondary School | Williams Parkway Senior Public School                                                                                     | - Hanover Public School - Hilldale Public School - Massey Street Public School - Russell D. Barber Public School                                                                                             |                                                            |
| Sandalwood Heights    | Sandalwood Heights Secondary School                           | Mountain Ash Middle School                                                                                                | - Eagle Plains Public School - Robert J. Lee Public School - Shaw Public School | Treeline South Public School                               |
| Turner Fenton         | Turner Fenton Secondary School                                | - Fletcher's Creek Senior Public School - W. G. Davis Senior Public School                                                | - Cherrytree Public School - Helen Wilson Public School - Hickory Wood Public School - Parkway Public School - Sir Wilfrid Laurier Public School                                                             |                                                            |

| Escola família    | Escola secundária (9-12)                                       | Colégio público do ensino médio                                                          | Escola pública Júnior | Escola primária (K-8)                                    |
| ----------------- | -------------------------------------------------------------- | ---------------------------------------------------------------------------------------- | --- | -------------------------------------------------------- |
| Applewood Heights | Applewood Heights Secondary School                             | - Bristol Road Middle School - Fairwind Senior Public School - Tomken Road Middle School | - Barondale Public School - Burnhamthorpe Public School - Cooksville Creek Public School - Dixie Public School - Huntington Ridge Public School - Nahani Way Public School - Silverthorn Public School                             |                                                          |
| Cawthra Park      | Cawthra Park Secondary School                                  | Allan A. Martin Senior Public School                                                     | Hartsdale Avenue Public School |                                                          |
| Gordon Graydon    | Gordon Graydon Memorial Secondary School                       | Allan A. Martin Senior Public School                                                     | Westacres Public School |                                                          |
| Clarkson          | Clarkson Secondary School                                      | - Green Glade Senior Public School - Hillside Senior Public School                       | - Ashgrove Public School - Clarkson Public School - Elmcrest Public School - Garthwood Park Public School - Oscar Peterson Public School - Owenwood Public School - Willow Glen Public School                                      |                                                          |
| Erindale          | Erindale Secondary School                                      | - Erin Mills Middle School - Homelands Senior Public School                              | - Brookmede Public School - King's Masting Public School - Oakridge Public School - Pheasant Run Public School - Sawmill Valley Public School - Sheridan Park Public School - Thorn Lodge Public School                            |                                                          |
| Glenforest        | Glenforest Secondary School                                    | Glenhaven Senior Public School                                                           | - Forest Glen Public School - Brian W. Fleming Public School |                                                          |
| John Fraser       | John Fraser Secondary School                                   | Thomas Street Middle School                                                              | - Castlebridge Public School - Credit Valley Public School - Middlebury Public School |                                                          |
| Lincoln Alexander | Lincoln M. Alexander Secondary School                          | - Darcel Avenue Senior Public School - Morning Star Middle School                        | - Brandon Gate Public School - Corliss Public School - Dunrankin Drive Public School - Lancaster Public School - Marvin Heights Public School - Ridgewood Public School                                                            |                                                          |
| Lorne Park        | Lorne Park Secondary School                                    | Hillcrest Public School                                                                  | - Lorne Park Public School - Whiteoaks Public School | Tecumseh Public School                                   |
| Meadowvale        | Meadowvale Secondary School                                    | - Edenwood Middle School - Lisgar Middle School                                          | - Kindree Public School - Maple Wood Public School - Miller's Grove Public School - Osprey Woods Public School - Plum Tree Park Public School - Settler's Green Public School - Shelter Bay Public School - Trelawny Public School |                                                          |
| Mississauga       | Mississauga Secondary School                                   | David Leeder Middle School                                                               | - Derry West Village Public School - Levi Creek Public School - Meadowvale Village Public School |                                                          |
| Port Credit       | Port Credit Secondary School                                   | Queen Elizabeth Senior Public School                                                     | - Cashmere Avenue Public School - Floradale Public School - Forest Avenue Public School - Kenollie Public School - Mineola Public School                                                                                           | Riverside Public School                                  |
| Rick Hansen       | Rick Hansen Secondary School                                   | Fallingbrook Middle School                                                               | - Champlain Trail Public School - Edenrose Public School - Sherwood Mills Public School - Whitehorn Public School |                                                          |
| Stephen Lewis     | Stephen Lewis Secondary School                                 | - Erin Centre Middle School - Ruth Thompson Middle School                                | - Artesian Drive Public School - Churchill Meadows Public School - Oscar Peterson Public School |                                                          |
| Streetsville      | - Streetsville Secondary School - West Credit Secondary School | - Dolphin Senior Public School - Hazel McCallion Senior Public School                    | - Britannia Public School - Plowman's Park Public School - Ray Underhill Public School - Vista Heights Public School - Willow Way Public School                                                                                    |                                                          |
| TL Kennedy        | Thomas L. Kennedy Secondary School                             | - Camilla Road Senior Public School - The Valleys Senior Public School                   | - Briarwood Public School - Clifton Public School - Corsair Public School - Fairview Public School - Munden Park Public School - Silver Creek Public School - Thornwood Public School                                              |                                                          |
| Woodlands         | The Woodlands School                                           | The Woodlands School                                                                     | - Ellengale Public School - McBride Avenue Public School - Springfield Public School | - Hawthorn Public School - Queenston Drive Public School |